# Maryborough (ort i Australien, Victoria)
Maryborough är en ort i Australien. Den ligger i kommunen Central Goldfields och delstaten Victoria, omkring 140 kilometer nordväst om delstatshuvudstaden Melbourne. Antalet invånare är 7 046. Den ligger vid sjön Lake Victoria.
Runt Maryborough är det ganska tätbefolkat, med 129 invånare per kvadratkilometer.. Det finns inga andra samhällen i närheten. 
I omgivningarna runt Maryborough växer huvudsakligen savannskog. Genomsnittlig årsnederbörd är 690 millimeter. Den regnigaste månaden är juli, med i genomsnitt 87 mm nederbörd, och den torraste är januari, med 20 mm nederbörd.